# 킹 파흐드 코즈웨이
킹 파흐드 코즈웨이(아랍어: جسر الملك فهد, 영어: King Fahd Causeway)는 바레인과 사우디아라비아를 잇는 해상 교량이다. 전선 4차선으로 총 길이는 25km이다. 1968년에 양국 간에 건설이 합의되어 1980년에 착공, 1986년에 완성되었다. 12억 달러의 건설 비용은 전액 사우디 아라비아가 출자하고 다리의 이름은 당시 사우디 국왕 파흐드 빈 압둘아지즈 알사우드의 이름이 붙여졌다.